# Jean Dullers
Jan (Jean) Dullers (Genk, 1 februari 1926 - Genk, 28 november 2002) was een Belgisch voetballer die als doelman voor Waterschei THOR speelde. Hij was gemeenteraadslid in Genk voor de CVP.
Net voor de Tweede Wereldoorlog sloot Dullers zich aan bij de club. In 1945 debuteerde hij in de toenmalige derde klasse en promoveerde mee naar Tweede Klasse in 1951. In 1954 promoveerde hij zelfs mee naar Eerste Klasse en stopte op 32 met voetballen. Zijn jongere broer Rene Dullers speelde ook jarenlang bij de club. Jef, de oudste speelde voor de oorlog nog met de club in Tweede Klasse.